# Argyroeides suapurensis
Argyroeides suapurensis là một loài bướm đêm thuộc phân họ Arctiinae, họ Erebidae.